# Some Girls (canción de The Rolling Stones)
«Some Girls» —en español: «Algunas chicas»— es una canción de la banda inglesa de The Rolling Stones, que le puso nombre al álbum editado en 1978 Some Girls. Sería la tercera vez, en esa época, que una canción de la banda serviría para darle nombre a un disco.

## Historia
Junto a otras canciones lanzadas previamente de los Stones, como «Under My Thumb», «Brown Sugar» y «Star Star», que generaron gran controversia debido a sus letras aparentemente degradantes para las mujeres, «Some Girls» causó revuelo entre feministas y activistas de los derechos civiles por su mensaje. Mick Jagger y la banda defendieron la canción, diciendo que esta se burlaba de los estereotipos hacia las mujeres.
Un miembro del reparto de Saturday Night Live, Garrett Morris, comentó la polémica con un simulacro editorial en el segmento Weekend Update del programa, después de dar la impresión de que iba a criticar abiertamente a los Stones, citó una versión desinfectada de la línea "Black girls just...", y entonces declaró: "Tengo una cosa que decirle, señor Mick Jagger... ¿dónde están estas mujeres?".
La canción es un claro ejemplo de los usos no convencionales de la guitarra eléctrica a través del álbum de Some Girls. El corte original de la canción duraba cerca de 23 minutos y los versos que cantaba Jagger fueron cambiando a medida que se desarrollaba la canción. Sugar Blue, quien tocó la armónica en las sesiones del disco, incluyó algunos solos bluseron en la pista.
La canción fue presentada constantemente durante la gira norteamericana No Security Tour, que se concentró en canciones poco conocidas del catálogo de la banda.
Una actuación durante el A Bigger Bang Tour en el año 2006, fue grabada para el film de concierto Shine a Light y el álbum en vivo que lo acompañó.

## Personal
Acreditados:
- Mick Jagger: voz, guitarra eléctrica.
- Keith Richards: guitarra eléctrica, guitarra acústica, bajo, coros.
- Ron Wood: guitarra eléctrica, guitarra acústica.
- Bill Wyman: sintetizador.
- Charlie Watts: batería.
- Sugar Blue: armónica.